# Ichiban Suki na Basho
Ichiban Suki na Basho (いちばん好きな場所) é o primeiro EP da banda japonesa de rock SID, lançado em 22 de agosto de 2018 pela Ki/oon Music.

## Visão geral
O mini álbum foi inspirado nas turnês da banda Ichiban Suki na Basho, cujo nome pode ser traduzido para Meu Lugar Favorito. A primeira aconteceu em 2008 como última turnê independente, antes da banda entrar para a gravadora Ki/oon Music, e a segunda em 2010. Na primeira, o Sid se apresentou em casas de shows que eles tocavam no início da banda, marcando o EP como uma homenagem a estes lugares.

## Promoção e lançamento
Ichiban Suki na Basho foi anunciado no dia 16 de junho de 2018 em um concerto do grupo no Zepp Tokyo. Em 8 de agosto, o grupo disponibilizou seus trabalhos em diversos serviços de streaming de música. Ao mesmo tempo, as imagens de capa de Ichiban Suki na Basho foram reveladas e a faixa-título foi lançada nos serviços. Dois dias depois, o videoclipe da faixa foi lançado no YouTube. No dia 13 de agosto, a banda fez uma gravação pública para a rádio Yamada Hisashi no Radian Limited F no shopping LaLaport Toyosu em Tóquio e o mesmo no Abeno Q's Mall em Osaka para a rádio REDNIQS no dia seguinte, contando sobre o mini álbum e sua produção. Logo depois, um evento exclusivo para quem adquiriu o álbum na pré-venda também foi realizado.
Ichiban Suki na Basho foi lançado em 22 de agosto de 2018 comemoração ao aniversário 15 anos de carreira da banda. Foi lançado em duas edições: regular e limitada. A regular acompanha apenas o CD com suas 5 faixas e a limitada inclui um DVD bônus. Os compradores do EP receberam um adesivo que poderia ser premiado, podendo ganhar um pin ou uma capa de celular a prova de chuva das mercadorias da banda. Para a compra em lojas online, o brinde foi um cartão postal. Além disso, o álbum continha um download de uma entrevista com os membros.

## Turnê
Mais uma turnê Ichiban Suki na Basho foi anunciada junto com o anúncio do lançamento de Ichiban Suki na Basho em 16 de junho de 2018. Ela aconteceu depois do lançamento do EP, de setembro a novembro, e os ingressos de todos os locais esgotaram no mesmo dia. Uma data adicional foi anunciada no primeiro show em 3 de setembro: 10 de março de 2019 na Arena de Yokohama. Em 2019, a turnê se expandiu para a Ásia, tendo datas em Taipé, Xangai, Hong Kong e Pequim.

## Desempenho comercial
Alcançou a oitava posição na Oricon Albums Chart e permaneceu na parada por quatro semanas. Na Billboard Japan Hot Albums, chegou ao décimo terceiro lugar.

## Faixas
Todas as letras escritas por Mao. 
| N.º            | Título                                       | Música         | Duração |  |
| 1.             | "Voice"                                      | Aki            | 2:52    |  |
| 2.             | "Reverb"                                     | Shinji         | 4:11    |  |
| 3.             | "Sono Mirai e" (その未来へ)                  | Aki            | 4:06    |  |
| 4.             | "Rubber Sole" (ラバーソール)                 | Yūya           | 3:04    |  |
| 5.             | "Ichiban Suki na Basho" (いちばん好きな場所) | Yūya           | 5:21    |  |
| Duração total: | Duração total:                               | Duração total: | 19:35   |  |

## Ficha técnica
- Mao - vocal
- Shinji - guitarra
- Aki - baixo
- Yūya - bateria